# Survey of Israel
Survey of Israel o Departamento Topográfico de Israel (Hebreo: מפ"י - המרכז למיפוי ישראל) es el departamento topográfico y cartográfico  del Ministerio de Construcción y Vivienda de Israel. Es el sucesor del Departamento Topográfico de Palestina, establecido por el Mandato Británico en 1920.

## Historia

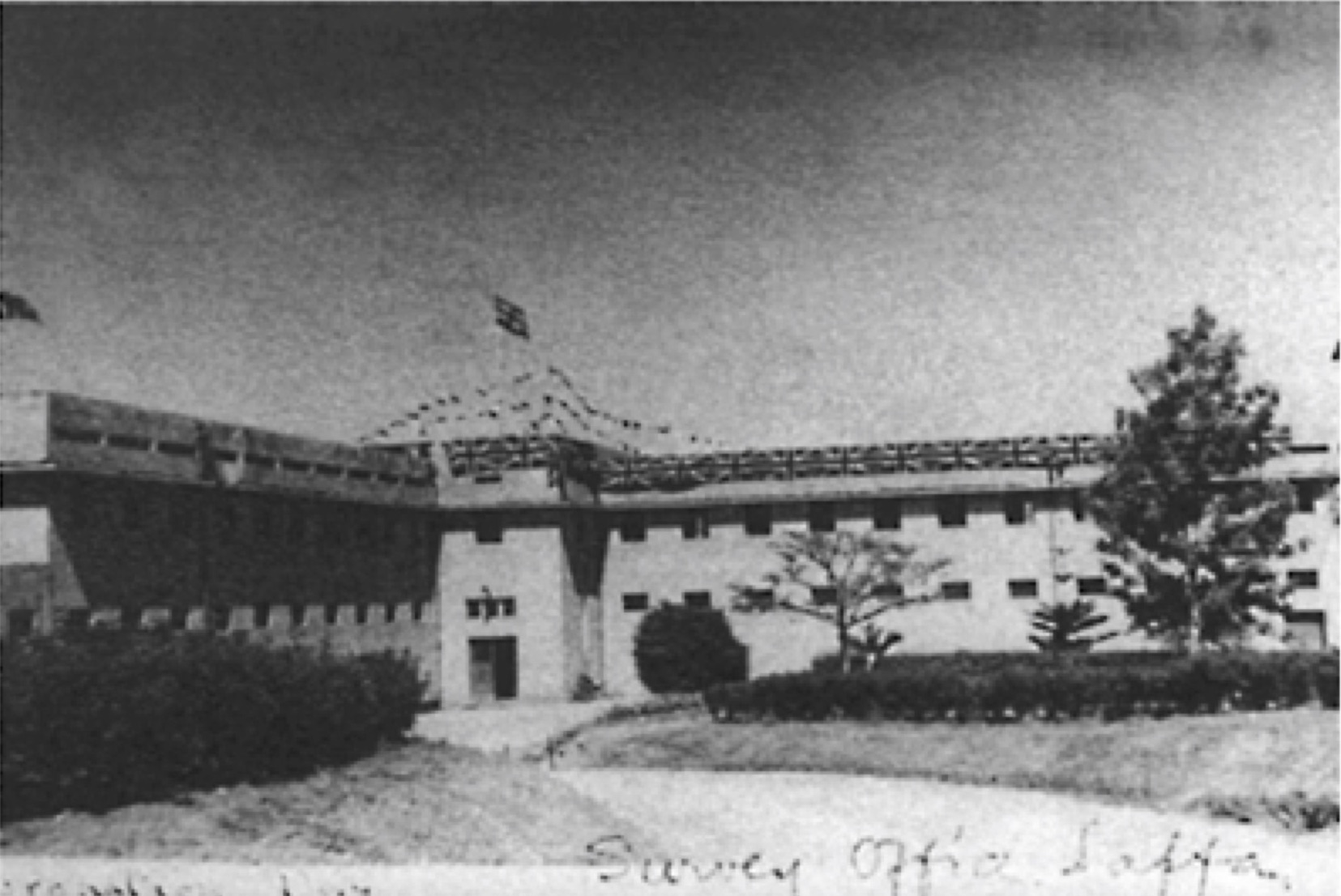
El Departamento Topográfico de Palestina in 1930

El Mandato británico estableció el primer departamento topográfico del país en 1920, conocido como Survey of Palestine. En 1930, se levantó un edificio para alojar al departamento en el extremo sur de un terreo de 30 acres cerca del cementerio templario alemán en Tel Aviv. Durante la Segunda Guerra Mundial, fue usado por el ejército británico  
Hoy día, la oficina principal del departamento está situada en Tel Aviv con sucursales en Jerusalén, Beerseba, Haifa y Nazaret. 

## Responsabilidades del departamento

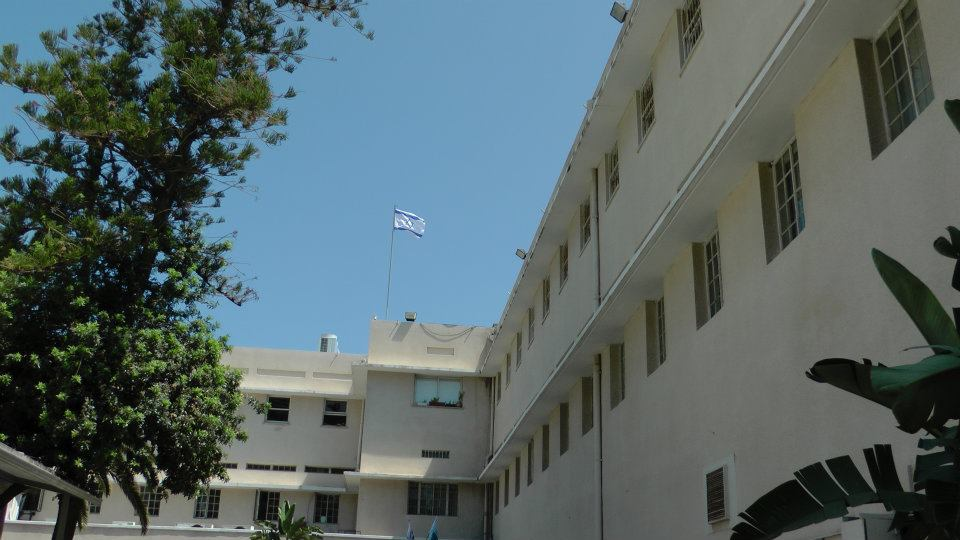
Edificio del departamento hoy

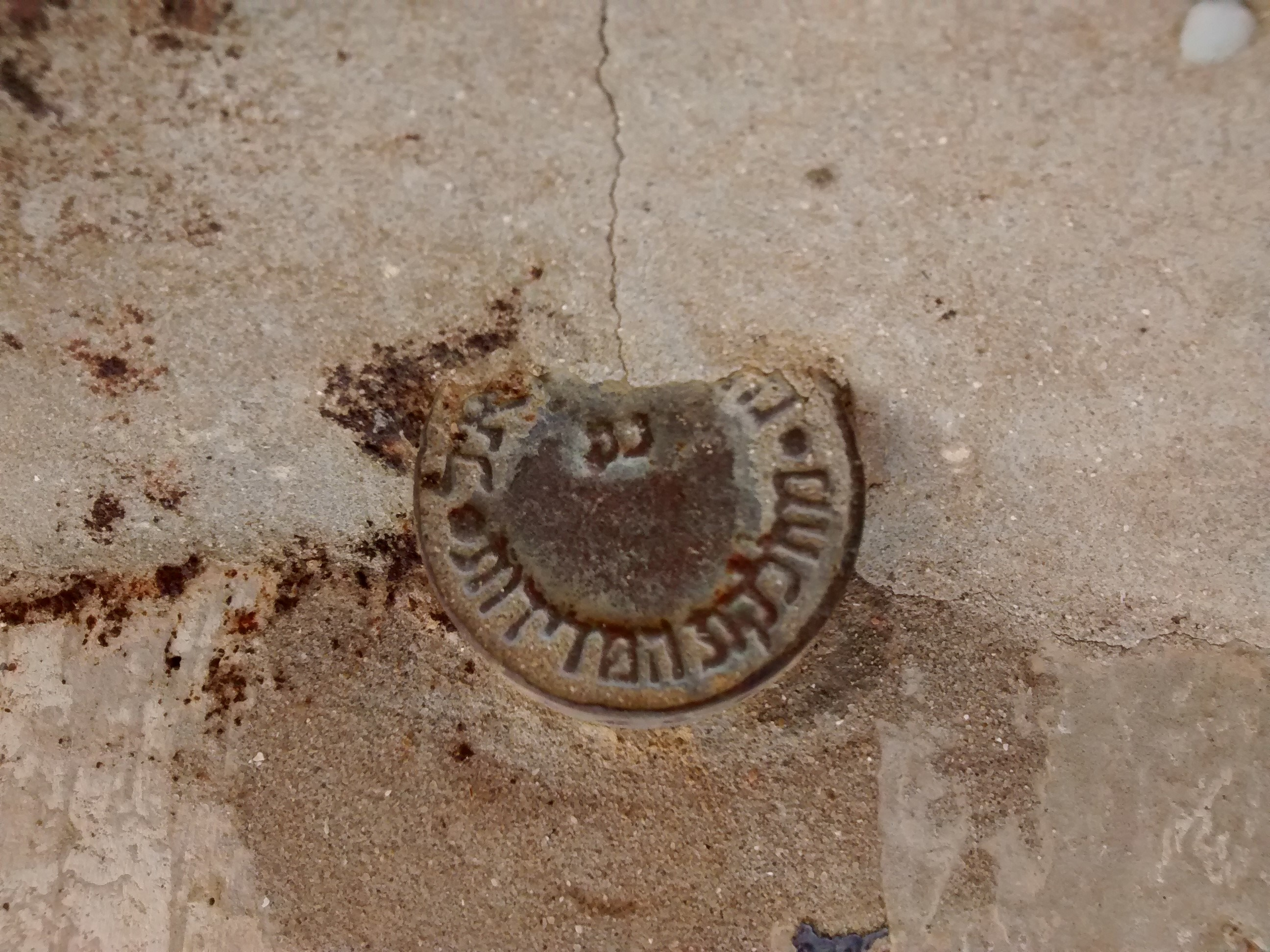
Punto de la medición de 1974 realizado por el departamento, localizado en el patio de Ein Shemer

El departamento es la agencia del gobierno para cartografiar, geodesia, catastro y proceso geográfico informático. Es responsable de la infraestructura nacional es estas áreas, así como de otras funciones.
Respecto a la geodesia, el departamento opera como Instituto Nacional Geodésico, adoptando la referencia elipsoide, desarrollando y manteniendo la red de control geodésico, definiendo la información nacional horizontal y vertical, estableciendo la proyección adecuada acompañada con as ecuaciones y transformaciones cartográficas, de aplicación en cartografía, catastro y proceso informático de geodesia.
En el área de catastro, el departamento dirige las actividades de registro de la tierra (Departamento de catastro y tierras).  El registro de los derechos de tierras está basado en los principios de Torrens, que en efecto proporciona una garantía del estado de los derechos registrados. El departamento es responsable de definir los límites de bloques y parcelas demarcando sus coordenadas y planos. Todos estos procedimientos están amparados en la normativa topográfica. El 95 % del área del país ha tenido procesos de asentamientos. Toda esta área está subdividida aproximadamente en 15.000 bloques y 800.000 parcelas. El departamento trata cada año con el asentamiento y también con nuevas subdivisiones (reparcelación) que supongan cambio en los derechos de las tierras, en su uso o en ambos. 
El departamento topográfico de Israel es la Agencia Nacional Cartográfica, responsable de definir los mapas requeridos, con especial atención a la  de infraestructuras de construcción, seguridad, servicios de emergencia, protección del medio ambiente, turismo, investigación y desarrollo.
Estas tareas requieren el establecimiento de unos estándares, redes de coordenadas, incluyendo especificaciones de proyecciones cartográficas, estándares de precisión, práctica de toponimia y símbolos. 
El la serie de mapas estándar ahora es el 1:50.000, del que se derivan las series 1:100.000. Las ediciones actuales de estas series fueron producidas por medios analógicos y revisadas por medios digitales. Además se han creado un número de mapas 1:25.000, todos basados en los archivos del Sistema de Información  Geográfica Nacional, gestionados por el departamento. Sería apropiado decir que todas las series de mapas están en proceso de transición a un sistema cartográfico de proceso digital. Otros productos dignos de mención son planos de ciudades y el Atlas de Israel, siendo producidos en cooperación con la Universidad Hebrea de Jerusalén.
Los asuntos de geoinformática ha sido confiados al departamento por decisión del gobierno de 1990 y 1993, designando al departamento como responsable de la base de datos del  Sistema de Información Geográfica Nacional, incluyendo un conjunto uniforme de códigos para asegurar la compatibilidad y foro interministerial, que es una plataforma de discusión y planteamientos políticos.
El Servicio de Información Geográfica Nacional incluye una base de datos topográfica a escala 1:40.000, revisada periódicamente. La base de datos consiste en 10 capas de datos con sus códigos apropiados. Existe también una base de datos catastral, basada en los planos y mapas catastrales. Se suele proporcionar información y gestionar operaciones en el catastro, pero no tienen estatus legal del mismo modo que los documentos originales. Además existe una base de datos de direcciones de los mayores centros de población, gestionados en cooperación con la Oficina de Censo Nacional.

## Primeros mapas detallados (década de 1950 a la de 1960) en escala 1:20.000
|     | 7 | 8 | 9 | 10 | 11 | 12 | 13 | 14 | 15 | 16 | 17 | 18 | 19 | 20 | 21 |
| --- | - | - | - | -- | -- | -- | -- | -- | -- | -- | -- | -- | -- | -- | -- |
| 29  |   |   |   |    |    |    |    |    |    |    |    |    |    |    |    |
| 28  |   |   |   |    |    |    |    |    |    |    |    |    |    |    |    |
| 27  |   |   |   |    |    |    |    |    |    |    |    |    |    |    |    |
| 26  |   |   |   |    |    |    |    |    |    |    |    |    |    |    |    |
| 25  |   |   |   |    |    |    |    |    |    |    |    |    |    |    |    |
| 24  |   |   |   |    |    |    |    |    |    |    |    |    |    |    |    |
| 23  |   |   |   |    |    |    |    |    |    |    |    |    |    |    |    |
| 22  |   |   |   |    |    |    |    |    |    |    |    |    |    |    |    |
| 21  |   |   |   |    |    |    |    |    |    |    |    |    |    |    |    |
| 20  |   |   |   |    |    |    |    |    |    |    |    |    |    |    |    |
| 19  |   |   |   |    |    |    |    |    |    |    |    |    |    |    |    |
| 18  |   |   |   |    |    |    |    |    |    |    |    |    |    |    |    |
| 17  |   |   |   |    |    |    |    |    |    |    |    |    |    |    |    |
| 16  |   |   |   |    |    |    |    |    |    |    |    |    |    |    |    |
| 15  |   |   |   |    |    |    |    |    |    |    |    |    |    |    |    |
| 14  |   |   |   |    |    |    |    |    |    |    |    |    |    |    |    |
| 13  |   |   |   |    |    |    |    |    |    |    |    |    |    |    |    |
| 12  |   |   |   |    |    |    |    |    |    |    |    |    |    |    |    |
| 11  |   |   |   |    |    |    |    |    |    |    |    |    |    |    |    |
| 10  |   |   |   |    |    |    |    |    |    |    |    |    |    |    |    |
| 9   |   |   |   |    |    |    |    |    |    |    |    |    |    |    |    |
| 8   |   |   |   |    |    |    |    |    |    |    |    |    |    |    |    |
| 7   |   |   |   |    |    |    |    |    |    |    |    |    |    |    |    |
| 6   |   |   |   |    |    |    |    |    |    |    |    |    |    |    |    |
| 5   |   |   |   |    |    |    |    |    |    |    |    |    |    |    |    |
| 4   |   |   |   |    |    |    |    |    |    |    |    |    |    |    |    |
| 3   |   |   |   |    |    |    |    |    |    |    |    |    |    |    |    |
| 2   |   |   |   |    |    |    |    |    |    |    |    |    |    |    |    |
| 1   |   |   |   |    |    |    |    |    |    |    |    |    |    |    |    |
| 0   |   |   |   |    |    |    |    |    |    |    |    |    |    |    |    |
| -88 |   |   |   |    |    |    |    |    |    |    |    |    |    |    |    |